# Matthias Mann

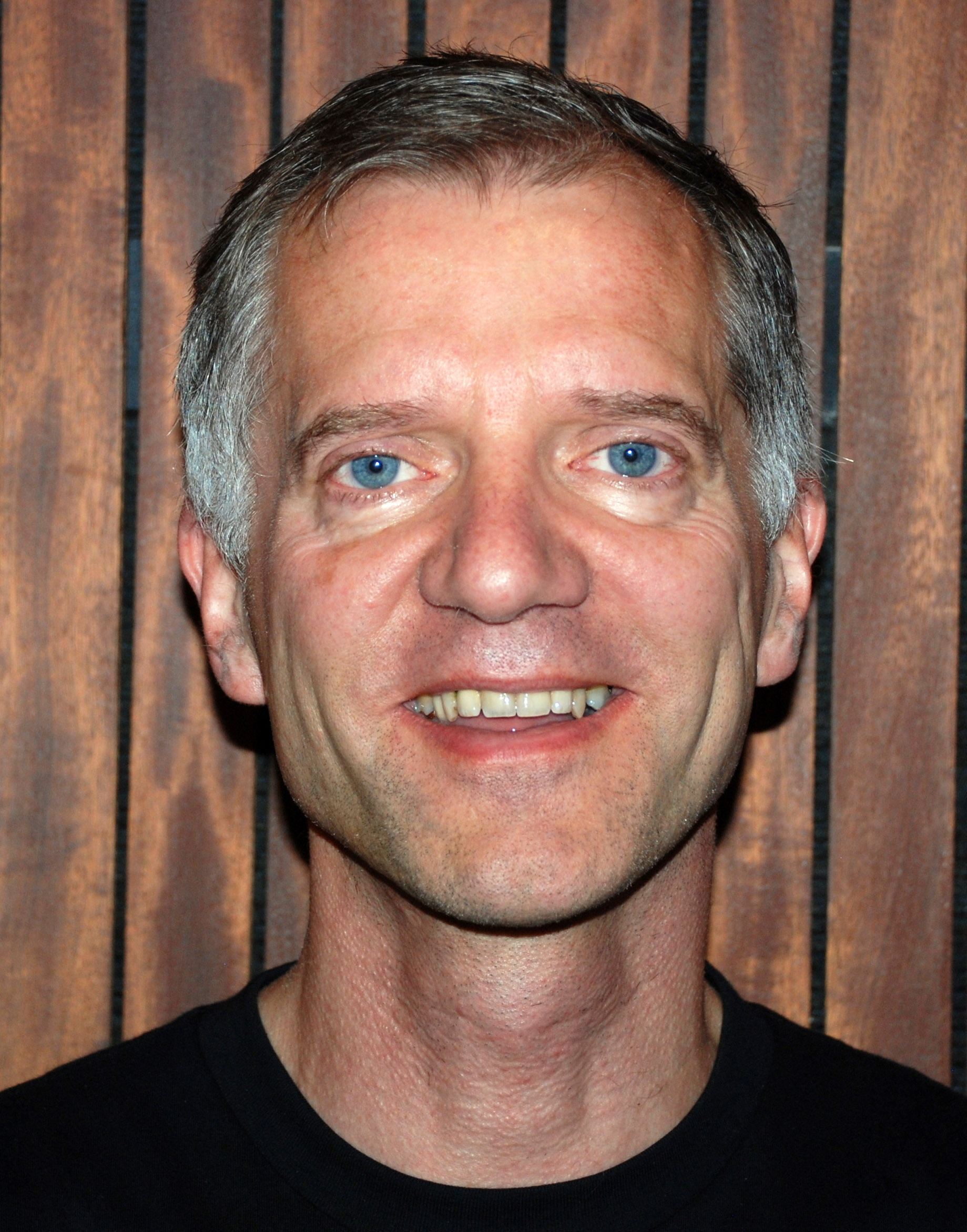
Matthias Mann nach einer Vorlesung in Zürich 2012

Matthias Mann (* 10. Oktober 1959 in Thuine) ist ein deutscher Physiker und Biochemiker, der vor allem über Massenspektrometrie und ihre Anwendungen in der Proteomik forscht. Er ist Direktor am Max-Planck-Institut für Biochemie in Martinsried bei München. Die Datenbank der „Highly Cited Researcher“ des Institute for Scientific Information führt ihn als einen der 250 meistzitierten Wissenschaftler in seinem Fachgebiet.

## Leben
Mann studierte Physik und Mathematik an der Universität Göttingen. Er promovierte 1988 an der Yale University beim späteren Nobelpreisträger John B. Fenn über die Massenspektrometrie hochmolekularer Verbindungen. Anschließend war er Postdoktorand an der Süddänischen Universität in Odense und von 1992 bis 1997 Gruppenleiter am Europäischen Laboratorium für Molekularbiologie (EMBL) in Heidelberg. Von 1998 bis 2005 war er ordentlicher Professor an der Süddänischen Universität. Seit 2003 ist er Direktor am Max-Planck-Institut für Biochemie in Martinsried und Wissenschaftliches Mitglied der Max-Planck-Gesellschaft. Er forscht aber auch an der Universität Kopenhagen. 2013 wurde Matthias Mann zum Mitglied der Deutschen Akademie der Naturforscher Leopoldina gewählt, 2019 zum Mitglied der Bayerischen Akademie der Wissenschaften.

## Werk
Mann entwickelte ein massenspektrometrisches Verfahren, um schnell die Proteine einer Körperzelle zu bestimmen. Dabei benutzte er das Elektrospray-Verfahren seines Doktorvaters John Fenn, bei dem eine elektrostatische Spannung zur Ionisation der Eiweiße benutzt wird, da ein thermisches Verdampfen wie in gewöhnlichen Massenspektrometern bei Eiweißen nicht möglich ist.
Damit gelang es ihm 2008 mit seinen Mitarbeitern, die 4400 Proteine der Hefezelle zu entschlüsseln (Bestimmung des Proteoms), und er arbeitet am internationalen Human Proteome Project mit, an der vollständigen Auflistung der Proteine des menschlichen Körpers (Größenordnung wahrscheinlich über 100.000). Das Verfahren eröffnet auch neue Möglichkeiten in der medizinischen Diagnostik, da sich das Proteinmuster der Zelle bei Krankheiten ändert und somit als „Fingerabdruck“ für diese dienen kann. Insbesondere verspricht das Verfahren die Krebsdiagnostik zu revolutionieren.
Mann untersucht zurzeit (2011) mit seinem Verfahren auch, wie Muskelzellen auf Insulin reagieren.

## Ehrungen und Preise
Mann erhielt für seine wissenschaftlichen Arbeiten zahlreiche Preise, unter anderem:
- 1999 Biemann-Medaille der Amerikanischen Gesellschaft für Massenspektrometrie
- 2001 Meyenburg-Preis
- 2001 Fresenius-Preis und Medaille für Analytische Chemie der Gesellschaft Deutscher Chemiker
- 2006 Wissenschaftspreis Biochemische Analytik der DGKL
- 2010 Schelling-Preis
- 2012 Gottfried-Wilhelm-Leibniz-Preis
- 2012 Louis-Jeantet-Preis
- 2012 Ernst Schering Preis
- 2012 Körber-Preis für die Europäische Wissenschaft
- 2023 Otto-Warburg-Medaille
- 2024 H.P.-Heineken-Preis für Biochemie und Biophysik
- 2025 Mitglied der National Academy of Sciences